# Storbergstjärnen (Frostvikens socken, Jämtland)
Storbergstjärnen är en sjö i Strömsunds kommun i Jämtland och ingår i Ångermanälvens huvudavrinningsområde. Sjön har en area på 0,104 kvadratkilometer och ligger 528,3 meter över havet.

## Delavrinningsområde
Storbergstjärnen ingår i det delavrinningsområde (716209-147345) som SMHI kallar för Utloppet av Storbergstjärnen. Medelhöjden är 544 meter över havet och ytan är 0,52 kvadratkilometer. Det finns inga avrinningsområden uppströms utan avrinningsområdet är högsta punkten. Vattendraget som avvattnar avrinningsområdet har biflödesordning 6, vilket innebär att vattnet flödar genom totalt 6 vattendrag innan det når havet efter 262 kilometer. Avrinningsområdet består mestadels av skog (80 procent). Avrinningsområdet har 0,1 kvadratkilometer vattenytor vilket ger det en sjöprocent på 20 procent.